# Effectifs du championnat du monde féminin de basket-ball 2006
Cet article est un complément de Championnat du monde de basket-ball féminin 2006 afin de présenter les effectifs lors de ce mondial brésilien.

## Groupe A

### Argentine
| #  | Nom                              | Poste | Date de naissance  | Taille | Club 2005-2006              |
| -- | -------------------------------- | ----- | ------------------ | ------ | --------------------------- |
| 4  | Laura Betiana Nicolli            | 1     | 14 août 1975       | 1,76m  | Unión Florida, Argentine    |
| 5  | Verónica Liliana Soberón         | 2-3   | 14 avril 1977      | 1,78m  | Unión Florida, Argentine    |
| 6  | Cecília Alejandra Peters Lineira | 2     | 20 février 1986    | 1,80m  | Lanús, Argentine            |
| 7  | Natalia Romina Ríos              | 1-2   | 19 octobre 1980    | 1,76m  | Profexional Bolzano, Italie |
| 8  | Sandra Carolina Pavón            | 3-4   | 1er juin 1985      | 1,71m  | Vélez Sársfield, Argentine  |
| 9  | Alejandra Ethel Chesta           | 3-4   | 19 mars 1982       | 1,86m  | CB Olesa, Espagne           |
| 10 | Paula Erica Gatti                | 3-4   | 1er septembre 1978 | 1.73m  | Vélez Sársfield, Argentine  |
| 11 | Marcela Julia Paoletta           | 1     | 18 janvier 1979    | 1,64m  | Vélez Sársfield, Argentine  |
| 12 | María Alejandra Fernández        | 5     | 25 janvier 1976    | 1,86   | Vélez Sársfield, Argentine  |
| 13 | María Gimena Landra              | 5     | 27 septembre 1983  | 1,88m  | Lanús, Argentine            |
| 14 | Erica Carolina Sánchez           | 4-5   | 5 janvier 1976     | 1,83m  | AD Vagos, Portugal          |
| 15 | Gisela Vega                      | 5     | 14 mars 1982       | 1,88m  | Real Canoe, Espagne         |

Sélectionneur :  Eduardo Pinto
Assisté de : 

### Brésil
| #  | Nom                           | Poste | Date de naissance | Taille | Club 2005-2006                         |
| -- | ----------------------------- | ----- | ----------------- | ------ | -------------------------------------- |
| 4  | Adriana Moisés Pinto          | 1     | 1979              | 1,70m  | sans club                              |
| 5  | Helen Cristina Santos Luz     | 1     | 1972              | 1,76m  | Barcelone, Espagne                     |
| 6  | Karen Gustavo Rocha           | 2-3   | 1984              | 1,77m  | Ourinhos, Brésil                       |
| 7  | Micaela Martins Jacintho      | 2-3   | 1979              | 1,80m  | MTK Polfa Pabiance, Pologne            |
| 8  | Iziane Castro Marques         | 1-2   | 1982              | 1,82m  | Storm de Seattle, WNBA (États-Unis)    |
| 9  | Janeth dos Santos Arcain      | 4     | 1969              | 1,82m  | Ourinhos, Brésil                       |
| 10 | Sílvia Cristina Gustavo Rocha | 4     | 1982              | 1,83m  | Ponte Preta, Brésil                    |
| 11 | Soeli Garvão Zakrzeski        | 4-5   | 1977              | 1,87m  | São Caetano, Brésil                    |
| 12 | Érika Cristina de Souza       | 4-5   | 1982              | 1,97m  | Ros Casares Valence, Espagne           |
| 13 | Alessandra Santos de Oliveira | 5     | 1973              | 2,00m  | Woori Bank Hansae, WKBL (Corée du Sud) |
| 14 | Cíntia Silva dos Santos       | 5     | 1975              | 1,94m  | Famila Schio, Italie                   |
| 15 | Kelly Santos                  | 5     | 1979              | 1,92m  | Santo André, Brésil                    |

Sélectionneur :  Antônio Carlos Barbosa
Assisté de : 

### Corée du Sud
| #  | Nom            | Poste   | Date de naissance | Taille | Club 2005-2006                |
| -- | -------------- | ------- | ----------------- | ------ | ----------------------------- |
| 4  | Young Suk Kang | pivot   | 16 septembre 1981 | 1,87m  | Shinham Bank, Corée du Sud    |
| 5  | Youn Ah Choi   | arrière | 24 octobre 1985   | 1,70m  | Samsung Life, Corée du Sud    |
| 7  | Eun Hye Kim    | ailière | 8 juin 1982       | 1,82m  | Woori Bank, Corée du Sud      |
| 8  | Ktung Eun Lee  | arrière | 13 juillet 1987   | 1,76m  | Woori Bank, Corée du Sud      |
| 9  | Sun Young Park | arrière | 21 février 1980   | 1,75m  | Shinham Bank, Corée du Sud    |
| 10 | Yeon Ha Beon   | ailière | 7 mars 1980       | 1,80m  | Samsung Life, Corée du Sud    |
| 11 | Jung Ja Sin    | pivot   | 11 décembre 1980  | 1,84m  | BK Kookmin Bank, Corée du Sud |
| 12 | Hyun Hee Hong  | pivot   | 24 janvier 1982   | 1,91m  | Woori Bank, Corée du Sud      |
| 13 | Jung Eun Kim   | ailière | 7 septembre 1987  | 1,81m  | Shinsegae, Corée du Sud       |
| 14 | Kwe Ryong Kim  | pivot   | 17 décembre 1979  | 1,90m  | Woori Bank, Corée du Sud      |
| 15 | Ji Sook Kang   | pivot   | 4 février 1979    | 1,98m  | Shinham Bank, Corée du Sud    |

Sélectionneur :  Soo Jong Yoo
Assisté de : 

### Espagne
| #  | Nom              | Poste | Date de naissance | Taille | Club 2005-2006                          |
| -- | ---------------- | ----- | ----------------- | ------ | --------------------------------------- |
| 4  | María Pina       | 4     | 8 août 1987       | 1,87 m | USP CEU-Adecco Estudiantes, Espagne     |
| 5  | Marta Fernández  | 2-3   | 22 décembre 1981  | 1,79 m | Universitat de Barcelona, Espagne       |
| 6  | Laia Palau       | 2-3   | 10 septembre 1979 | 1,78 m | Bourges Basket, France                  |
| 7  | Isabel Sánchez   | 2-3   | 28 novembre 1976  | 1,79 m | Acís León, Espagne                      |
| 8  | Silvia Domínguez | 1     | 31 juillet 1987   | 1,65 m | USP CEU-Adecco Estudiantes, Espagne     |
| 9  | Paula Seguí      | 4-5   | 25 août 1982      | 1,88 m | Celta Vigo, Espagne                     |
| 10 | Elisa Aguilar    | 1     | 15 octobre 1976   | 1,70 m | Ros Casares Valence, Espagne            |
| 11 | Núria Martínez   | 1     | 29 février 1984   | 1,75 m | Perfurmerías Avenida Salamanca, Espagne |
| 12 | Anna Montañana   | 4-5   | 24 janvier 1980   | 1,85 m | Ros Casares Valence, Espagne            |
| 13 | Amaya Valdemoro  | 3-4   | 18 août 1976      | 1,84 m | VBM-SGAU Samara, Russie                 |
| 14 | Eva Montesdeoca  | 5     | 13 août 1981      | 1,88 m | Gran Canaria, Espagne                   |
| 15 | Lucila Pascua    | 5     | 21 mars 1983      | 1,92 m | Acís León, Espagne                      |

Sélectionneur :  Domingo Díaz
Assisté de : 

## Groupe B

### Australie
| #  | Nom              | Poste | Date de naissance | Taille | Club 2005-2006                                                       |
| -- | ---------------- | ----- | ----------------- | ------ | -------------------------------------------------------------------- |
| 4  | Erin Phillips    | 1     | 19 mai 1985       | 1,73 m | Adelaide Lightning, Australie / Sun du Connecticut, WNBA, États-Unis |
| 5  | Tully Bevilaqua  | 1     | 19 juillet 1972   | 1,64 m | Canberra Capitals, Australie                                         |
| 6  | Jennifer Screen  | 2     | 26 février 1982   | 1,80 m | Adelaide Lightning, Australie                                        |
| 7  | Penny Taylor     | 3     | 24 mai 1981       | 1,85 m | Famila Schio, Italie / Mercury de Phoenix, WNBA, États-Unis          |
| 8  | Emma Randall     | 4-5   | 5 juin 1985       | 1,88 m | Dandenong Rangers, Australie                                         |
| 9  | Hollie Grima     | 4-5   | 16 décembre 1983  | 1,90 m | Bulleen Melbourne, Australie                                         |
| 10 | Kristi Harrower  | 1     | 4 mars 1975       | 1,90 m | US Valenciennes, France                                              |
| 11 | Laura Summerton  | 3-4   | 13 décembre 1983  | 1,88 m | Adelaide Lightning, Australie / Sun du Connecticut, WNBA, États-Unis |
| 12 | Belinda Snell    | 3     | 10 janvier 1981   | 1,80 m | Sydney Uni Flames, Australie / Mercury de Phoenix, WNBA, États-Unis  |
| 13 | Jennifer Whittle | 5     | 5 septembre 1973  | 1,97 m | Canberra Capitals, Australie                                         |
| 14 | Emily McInerny   | 3     | 30 avril 1978     | 1,84 m | Dandenong Rangers, Australie                                         |
| 15 | Lauren Jackson   | 4-5   | 11 mai 1981       | 1,95 m | Canberra Capitals, Australie / Storm de Seattle, WNBA, États-Unis    |

Sélectionneur :  Jan Stirling
Assisté de : 

### Lituanie
| #  | Nom                             | Poste | Date de naissance | Taille | Club 2005-2006                       |
| -- | ------------------------------- | ----- | ----------------- | ------ | ------------------------------------ |
| 4  | Agnė Abromaitė-Čiudarienė       | 3-4   | 15 janvier 1979   | 1,88 m | -                                    |
| 5  | Lina Brazdeikytė                | 2-3   | 9 septembre 1974  | 1,85 m | RC Strasbourg, France                |
| 6  | Aurimė Rinkevičiūtė             | 1-2   | 26 janvier 1990   | 1,80 m | Lintel 118 Vilnius, Lituanie         |
| 7  | Jurgita Štreimikytė-Virbickienė | 3-4   | 14 mai 1972       | 1,90 m | Lietuvos telekomas Vilnius, Lituanie |
| 8  | Aušra Bimbaitė                  | 1     | 10 octobre 1982   | 1,79 m | Lietuvos telekomas Vilnius, Lituanie |
| 9  | Rima Valentienė                 | 1     | 10 juin 1978      | 1,70 m | Lietuvos telekomas Vilnius, Lituanie |
| 10 | Ela Briedytė                    | 1-2   | 9 janvier 1979    | 1,76 m | Arvi Marijampolė, Lituanie           |
| 11 | Diana Razmaitė                  | 5     | 15 janvier 1975   | 1,96 m | Arvi Marijampolė, Lituanie           |
| 12 | Vita Kuktienė                   | 4     | 6 août 1980       | 1,87 m | Lietuvos telekomas Vilnius, Lituanie |
| 13 | Sandra Linkevičienė             | 2     | 1er février 1982  | 1,76 m | Lietuvos telekomas Vilnius, Lituanie |
| 14 | Eglė Šulčiūtė                   | 5     | 31 août 1985      | 1,90 m | Lietuvos telekomas Vilnius, Lituanie |
| 15 | Gintarė Petronytė               | 5     | 19 mars 1989      | 1,95 m | Lintel 118 Vilnius, Lituanie         |

Sélectionneur :  Algirdas Paulauskas
Assisté de : 

### Sénégal
| #  | Nom                | Poste           | Date de naissance | Taille | Club 2005-2006                   |
| -- | ------------------ | --------------- | ----------------- | ------ | -------------------------------- |
| 4  | Fatou Dieng        | arrière/ailière | 18 août 1983      | 1,66m  | Ibiza, Espagne                   |
| 5  | Néné Diamé         | arrière/ailière | 2 avril 1986      | 1,70m  | Saint-Louis Basket Club, Sénégal |
| 6  | Oumoul Khairy Sarr | ailière         | 25 janvier 1984   | 1,85m  | UB-FC Barcelone Espagne          |
| 7  | Aya Traoré         | ailière         | 27 juillet 1983   | 1,84m  | Cavigal Nice, France             |
| 8  | Mame Diodio Diouf  | arrière         | 15 décembre 1984  | 1,70m  | Dakar Université Club, Sénégal   |
| 9  | Salimata Diatta    | ailière         | 14 avril 1981     | 1,78m  | BC ICIM Arad, Roumanie           |
| 10 | Astou Traoré       | pivot           | 30 avril 1981     | 1,80m  | Charleville, France              |
| 11 | Mariame Dia        | pivot           | 19 décembre 1978  | 1,83m  | COB Calais, France               |
| 12 | Awa Doumbia        | ailière         | 31 août 1972      | 1,82m  | Jeanne d'Arc de Dakar, Sénégal   |
| 13 | N'Deye N'Diaye     | pivot           | 2 mai 1979        | 1,76m  | COB Calais, France               |
| 14 | Astou N'Diaye      | pivot           | 5 novembre 1983   | 1,90m  | Comets de Houston (WNBA)         |
| 15 | Khady Yacine Ngom  | ailière         | 1er mars 1979     | 1,80m  |                                  |

## Groupe C

### États-Unis d’Amérique
| #  | Nom                  | Poste | Date de naissance | Taille | Club 2005-2006                                                     |
| -- | -------------------- | ----- | ----------------- | ------ | ------------------------------------------------------------------ |
| 4  | Alana Beard          | 1     | 14 avril 1982     | 1,80 m | Mystics de Washington, WNBA , États-Unis                           |
| 5  | Seimone Augustus     | 2     | 30 avril 1984     | 1,83 m | Lynx du Minnesota, WNBA , États-Unis                               |
| 6  | Sue Bird             | 1     | 16 octobre 1980   | 1,75 m | Dynamo Moscou, Russie / Storm de Seattle, WNBA , États-Unis        |
| 7  | Sheryl Swoopes       | 3     | 25 mars 1971      | 1,83 m | Taranto CB, Italie / Comets de Houston, WNBA, États-Unis           |
| 8  | DeLisha Milton-Jones | 3-4   | 11 septembre 1974 | 1,85 m | Gambrinus Brno, Hongrie / Mystics de Washington, WNBA , États-Unis |
| 9  | Cheryl Ford          | 5     | 6 juin 1981       | 1,91 m | Shock de Détroit, WNBA , États-Unis                                |
| 10 | Tamika Catchings     | 3     | 21 juillet 1979   | 1,85 m | Fever de l'Indiana, WNBA , États-Unis                              |
| 11 | Tina Thompson        | 3     | 10 février 1975   | 1,88 m | Comets de Houston, WNBA, États-Unis                                |
| 12 | Diana Taurasi        | 2-3   | 11 juin 1983      | 1,83 m | Dynamo Moscou, Russie / Mercury de Phoenix, WNBA, États-Unis       |
| 13 | Michelle Snow        | 5     | 20 mars 1980      | 1,96 m | Lavezzini Parma, Italie / Comets de Houston, WNBA, États-Unis      |
| 14 | Katie Smith          | 1-2   | 4 juin 1974       | 1,80 m | Shock de Détroit, WNBA, États-Unis                                 |
| 15 | Candace Parker       | 4     | 19 avril 1986     | 1,90 m | Volunteers du Tennessee, NCAA, États-Unis                          |

Sélectionneur :  Anne Donovan
Assisté de :  Gail Goestenkors, Dawn Staley, Mike Thibault

### Russie
| #  | Nom                  | Poste | Date de naissance | Taille | Club 2005-2006                                               |
| -- | -------------------- | ----- | ----------------- | ------ | ------------------------------------------------------------ |
| 4  | Olga Artechina       | 4     | 27 novembre 1982  | 1,90 m | VBM-SGAU Samara, Russie                                      |
| 5  | Oxana Rakhmatulina   | 1     | 7 décembre 1976   | 1,80 m | ŽBK Dynamo Moscou, Russie                                    |
| 6  | Natalia Vodopyanova  | 3-4   | 4 juin 1981       | 1,90 m | ŽBK Dynamo Moscou, Russie                                    |
| 7  | Ekaterina Demagina   | 1     | 16 août 1982      | 1,78 m | Tchevakata Vologda, Russie                                   |
| 8  | Svetlana Abrossimova | 3     | 9 juillet 1980    | 1,85 m | Spartak Moscou, Russie / Lynx du Minnesota, WNBA, États-Unis |
| 9  | Tatiana Chtchogoleva | 4     | 9 février 1982    | 1,94 m | ŽBK Dynamo Moscou, Russie                                    |
| 10 | Ilona Korstine       | 2-3   | 30 avril 1980     | 1,83 m | VBM-SGAU Samara, Russie                                      |
| 11 | Maria Stepanova      | 5     | 23 février 1979   | 2,02 m | VBM-SGAU Samara, Russie                                      |
| 12 | Marina Karpounina    | 2-3   | 21 mars 1984      | 1,80 m | Spartak Moscou, Russie                                       |
| 13 | Elena Karpova        | 3     | 14 juin 1980      | 1,88 m | UMMC Iekaterinbourg, Russie                                  |
| 14 | Irina Osipova        | 4-5   | 25 juin 1981      | 1,96 m | Spartak Moscou, Russie                                       |
| 15 | Ekaterina Lisina     | 5     | 15 octobre 1987   | 1,98 m | MiZo Pécs, Hongrie                                           |

Sélectionneur :  Igor Grudin
Assisté de : 

## Groupe D

### France
| #  | Nom                            | Poste | Date de naissance | Taille | Club 2005-2006                                                    |
| -- | ------------------------------ | ----- | ----------------- | ------ | ----------------------------------------------------------------- |
| 4  | Clémence Beikes                | 1-2   | 19 octobre 1983   | 1,78 m | Cavigal Nice, France                                              |
| 5  | Sandra Le Dréan                | 4     | 13 mai 1977       | 1,87 m | Valenciennes, France                                              |
| 6  | Céline Dumerc                  | 1     | 9 juillet 1982    | 1,69 m | Bourges, France                                                   |
| 7  | Sandrine Gruda                 | 5     | 25 juin 1987      | 1,92 m | Valenciennes, France                                              |
| 8  | Emmanuelle Hermouet            | 2-3   | 2 avril 1979      | 1,83 m | Valenciennes, France                                              |
| 9  | Audrey Sauret-Gillespie (cap.) | 1-2   | 31 octobre 1976   | 1,78 m | UMMC Iekaterinbourg, Russie                                       |
| 10 | Nathalie Lesdema               | 4     | 17 janvier 1973   | 1,90 m | VBM-SGAU Samara, Russie                                           |
| 11 | Émilie Gomis                   | 2     | 18 octobre 1983   | 1,80 m | Villeneuve-d'Ascq, France / Liberty de New York, WNBA, États-Unis |
| 12 | Krissy Badé                    | 2-3   | 31 juillet 1980   | 1,82 m | USO Mondeville, France                                            |
| 13 | Sandra Dijon-Gérardin          | 5     | 10 janvier 1976   | 1,95 m | CB Puig d'en Valls, Espagne                                       |
| 14 | Emmeline Ndongue               | 4-5   | 25 avril 1983     | 1,94 m | Aix-en-Provence, France / Sparks de Los Angeles, WNBA, États-Unis |
| 15 | Élodie Godin                   | 4-5   | 5 juillet 1985    | 1,90 m | Bourges, France                                                   |

Sélectionneur :  Alain Jardel
Assisté de :  Ivano Ballarini, Alain Boureaud, Valérie Garnier

### République tchèque
| #  | Nom                 | Poste | Date de naissance | Taille | Club 2005-2006                     |
| -- | ------------------- | ----- | ----------------- | ------ | ---------------------------------- |
| 4  | Jana Veselá         | 3-4   | 31 décembre 1983  | 1,94 m | Gambrinus Brno, République tchèque |
| 5  | Ivana Večeřová      | 5     | 30 mars 1979      | 1,95 m | Gambrinus Brno, République tchèque |
| 6  | Darina Johnová      | 2-3   | 22 février 1985   | 1,77 m | Kara Trutnov, République tchèque   |
| 7  | Michala Hartigová   | 5     | 14 novembre 1983  | 1,92 m | Gambrinus Brno, République tchèque |
| 8  | Michaela Uhrová     | 1     | 10 avril 1982     | 1,66 m | MBK Ružomberok, Slovaquie          |
| 9  | Hana Horáková       | 2     | 11 septembre 1979 | 1,82 m | Gambrinus Brno, République tchèque |
| 10 | Markéta Bednářová   | 2-3   | 17 avril 1981     | 1,78 m | USK Prague, République tchèque     |
| 11 | Michaela Pavlíčková | 4-5   | 27 novembre 1977  | 1,90 m | USK Prague, République tchèque     |
| 12 | Kateřina Křížová    | 3-4   | 23 mars 1980      | 1,84 m | Lotos Gdynia, Pologne              |
| 13 | Petra Kulichová     | 5     | 13 septembre 1984 | 1,98 m | Gambrinus Brno, République tchèque |
| 14 | Zuzana Klimešová    | 4-5   | 21 janvier 1979   | 1,88 m | Arras, France                      |
| 15 | Eva Vítečková       | 3     | 26 janvier 1982   | 1,90 m | Gambrinus Brno, République tchèque |

Sélectionneur :  Jan Bobrovský
Assisté de :  Lubor Blažek